# Synagoge (Zwolle)

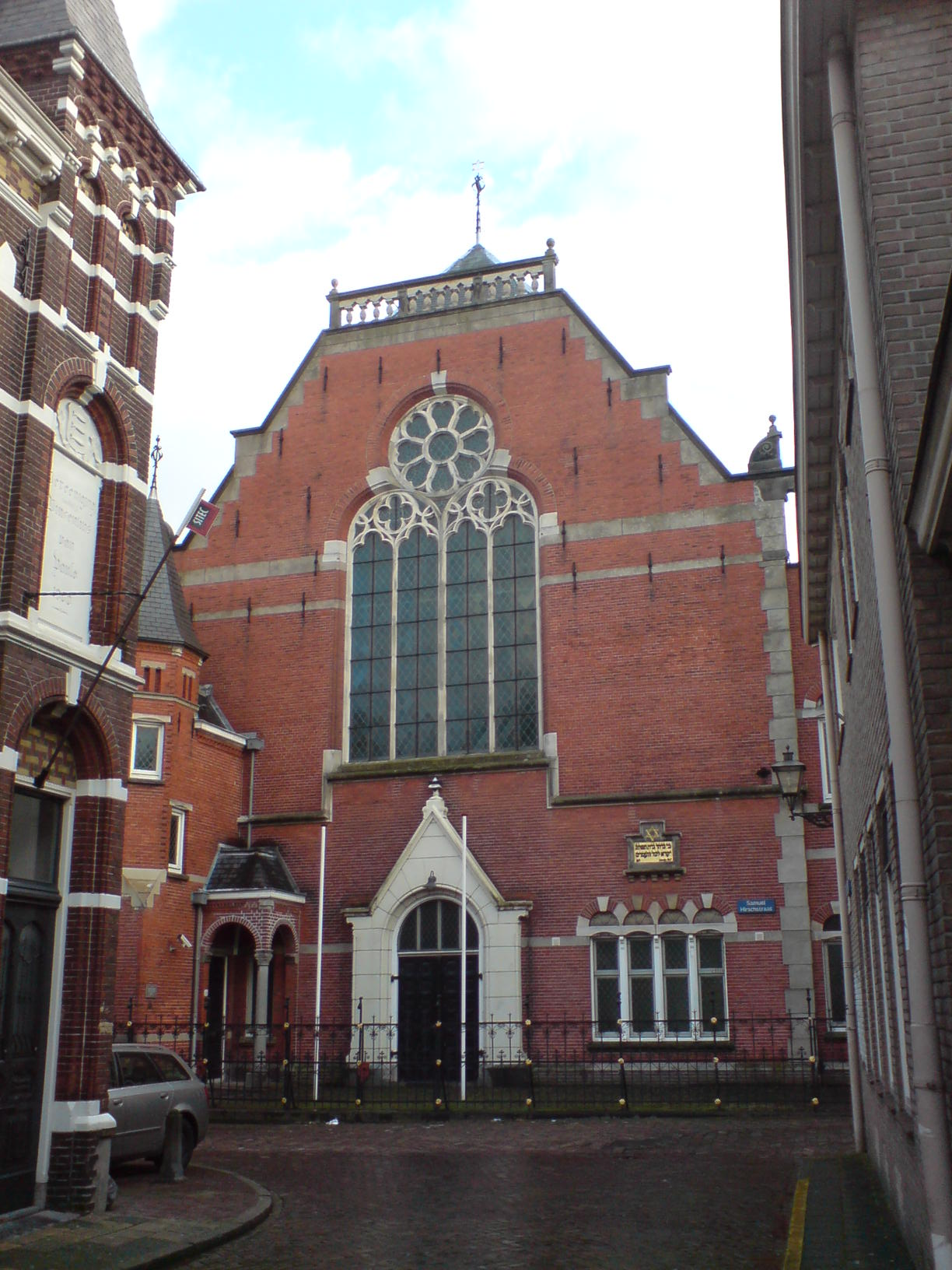
Synagoge in Zwolle

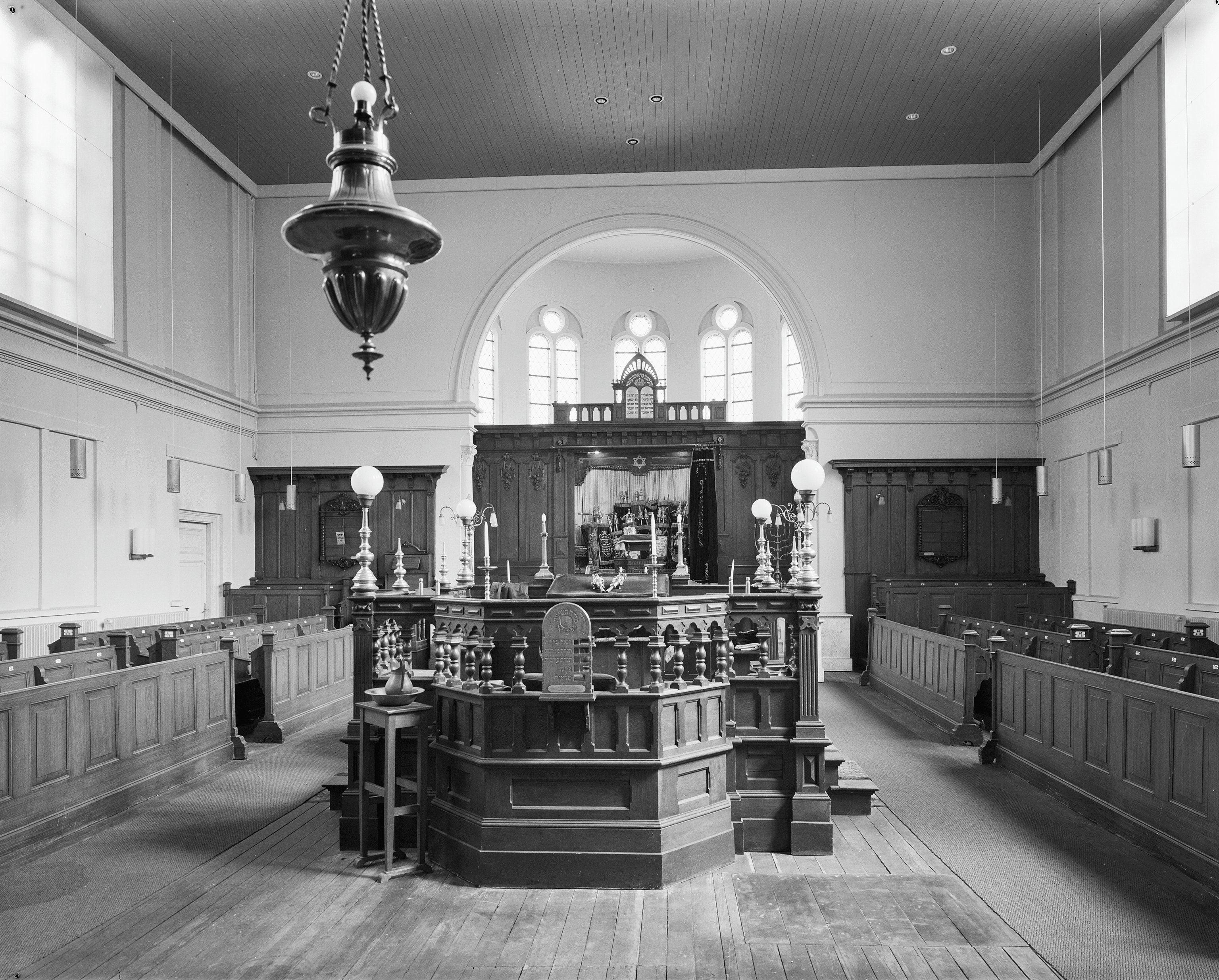
Innenansicht

Die Synagoge in Zwolle, einer Gemeinde in der Provinz Overijssel der Niederlande, wurde 1898/99 errichtet. Die Synagoge im Stil des Eklektizismus befindet sich in der Schoutenstraat. Die 25 Meter lange und 14 Meter breite Synagoge wurde nach Plänen des Architekten F. C. Koch erbaut.